# 에노시마 전철
에노시마 전철 주식회사(일본어: 江ノ島電鉄株式会社, えのしまでんてつ)는 일본의 철도 기업이며 오다큐 그룹에 속해 있다.
약칭은 에노덴이다.

## 역사
- 1900년 11월 25일: 에노시마 전기 철도(江之島電氣鉄道, 현재의 에노시마 전철과는 상관이 없음) 설립
- 1911년 10월 3일: 요코하마 전기 주식회사(전력 회사임, 横浜電気株式会社)에 매수됨.
  - 1921년 5월 1일: 요코하마 전기가 도쿄 전등 주식회사(東京電燈株式会社)에 매수됨.
- 1926년 7월 10일: 에노시마 전기 철도 주식회사(江ノ島電気鉄道株式会社) 설립.
- 1928년 7월 1일: 도쿄 전등에서부터 철도 노선을 물려받았음.
- 1938년 10월 20일: 도쿄요코하마 전철(현재 도쿄 급행 전철)의 산하에 편입.
- 1947년 3월 15일: 도큐 그룹에서 독립.
- 1949년 8월 1일: 에노시마 가마쿠라 관광 주식회사(江ノ島鎌倉観光株式会社)에 명칭 변경.
- 1953년 8월 1일: 오다큐 전철 관련 회사가 됨.
- 1981년 8월 1일마 전철 주식회사에 명칭 변경.
- 1998년 8월 12일: 에노덴 버스 주식회사를 설립.
- 2007년 3월 19일: 철도 노선과 일부 버스 노선에 패스모를 도입.

## 보유 철도 노선
- 에노시마 전철선(가마쿠라 - 후지사와, 10.0 km)

## 보유 차량
에노시마 전철의 차량으로서는 2010년 현재 15개 편성 총 30량의 전동차가 보유되어 있으며 모두가 2차체 연접 식이다. 영업 최고 속도는 45 km/h이다. 중간 대차는 부수 대차가 되어 있다. 전차선 전압은 직류 600V이며 궤간 은 1067mm이다. 노선은 최소 곡선은 30m 라고 하는 특수성을 가지고 있다.
- 에노시마 전철 300형 전동차
- 에노시마 전철 1000형 전동차
- 에노시마 전철 1100형 전동차
- 에노시마 전철 1200형 전동차
- 에노시마 전철 1500형 전동차
- 에노시마 전철 2000형 전동차
- 에노시마 전철 10형 전동차
- 에노시마 전철 20형 전동차
- 에노시마 전철 500형 전동차

### 300형
에노시마 전철 소유 차량중 가장 오래된 차량. 300형 가운데 현존하는 305-355호가 1960년 제작되어 1989년 냉방화 및 1500형과 같은 카르단 구동식 대차로 교환하여 1998년에 주제어기가 교환되었으며 전기지령식 공기제동으로 개조 되어 다른 차량과 서로 연결이 가능하다. 차내 바닥은 목제이며 차체 외관과 함께 옛날의 전동차의 모습을 지키고 있다.

### 1000형
1979년에 신규 제작된 전동차. 에노시마 전철 소유 차량중 블루리본상을 수상한 유일한 차량이다. 1000형은 1001-1051호 과 1002-1052호 의 2개 편성이 있다. 후에 냉방화되었다. 출력 50 kW 의 견인 전동기가 양단 대차에 총 4개 있다. 10의 자릿수가 50번대 인 차량이 가마쿠라 역 방면으로 향하고 있다. 기어비는 1:5.27이다. 오른손용 원핸들식 주간 제어기를 채용하였다.

치수는 길이는 2량 기준으로 25400mm, 차체 너비는 2400mm, 대차 간 거리는 9500mm, 바닥 높이는 1070mm, 차륜 직경이 860mm
이다.

### 1100형
1000형의 개량형이며 1101-1151호가 1981년 냉방 설치 준비공사를 마치고 등장하였다. 1982년에 냉방화되었다.

### 1200형
1201-1251호가 1983년에 처음부터 냉방차로서 등장하였다. 1100형과 비슷하나 전조등은 네모형이며 차체에 부분적으로 연속용접 부식방지대책이 세우졌다. 1000형 이후 이 차량까지는 구동장치가 구식인 바 사스펜션식이다.

### 1500형
1200형의 개량형으로서 1501-1551호가 1986년에 1502-1552호가 1988년에 등장하였다. 소음이 작고 신형 전동차에서 흔히 보이는 구동장치인 평행 카르단 구동을 채택하였다. 약(弱)계자제어와 발전 제동을 채용하였다. 기어비는 1:6.31이다. 대차 차축 간 거리는 1650mm이다.

### 2000형
1500형의 설계를 기초로 새로운 디자인으로 1991년부터 1993년 사이에 3개 편성이 제작되었다. 선두 운전실 유리창은 분할되지 않은 한개로 만들어졌다. 하부교차형 집전장치를 채택하였다. 운전실 뒤에는 전망석이 있다.

### 10형
10-50호가 1997년에 취역하였다. 성능적으로는 2000형과 동일하며 차체 너비가 100mm 확대되었다. 전조등은 각 1개만이 설치되어 있는 한편 이중 지붕 등을 채용함으로써 고전차량의 분위기를 지향하였다. 이 차량부터 새로 도입되는 차량에 싱글암 팬터그래프가 장착되었다. 1량당 한쪽 2개 있는 출입문은 양쪽으로 열리는 미닫이 식이다.

### 20형
10형의 클래식형 외관과 내장을 간략화 시켰지만 10형 보다 운전실이 넓다. 21-61호가 2002년, 22-62호 가 2003년에 제작되었다.

### 500형
2세대 차량. 501-551호는 2006년, 502-552호가 2008년에 제작되었다. 스테인레스강 차체이지만 외부는 도장되어 있다. 견인전동기는 에노시마 전철에서는 처음으로 유도전동기를 채용하였다. VVVF 제어기는 2대 탑재되어 있으며 여유도가 높이졌다. 출력은 대당 60 kW이며 기어비는 1:6.31이다. 회생 제동과 발전 제동을 병용한다. 전기 기기는 전차선 전압이 750V 로 승압 가능하도록 설계되어 있다. 차내에는 LCD 안내 표시기를 갖추어 있다.

## 참고 문헌
1. ↑  “江ノ島電鉄株式会社：会社案内”. 2013년 3월 21일에 원본 문서에서 보존된 문서. 2013년 3월 10일에 확인함.